# Edsbro landskommun
Edsbro landskommun var en tidigare kommun i Stockholms län.

## Administrativ historik
Den inrättades i Edsbro socken i Närdinghundra härad när 1862 års kommunalförordningar trädde i kraft.
Vid kommunreformen 1952 gick den upp i Knutby landskommun.
1971 upplöstes Knutby kommun, varvid denna del fördes till Norrtälje kommun.

## Politik

### Mandatfördelning i valen 1946
| 8 | 12 |

| 20 |